# 12813 Paolapaolini
12813 Paolapaolini (1996 CU8) là một tiểu hành tinh vành đai chính được phát hiện ngày 14 tháng 2 năm 1996 bởi M. Tombelli và U. Munari ở Cima Ekar.